# Jorge Vaca
Jorge Vaca est un boxeur mexicain né le 14 décembre 1959 à Guadalajara.

## Carrière
Il devient champion du monde des poids welters WBC le 28 octobre 1987 après sa victoire aux points face au britannique Lloyd Honeyghan. Battu lors du combat revanche le 29 mars 1988, il perd également contre Simon Brown, champion IBF de la catégorie, puis contre Terry Norris et met un terme à sa carrière en 2002 sur un bilan de 66 victoires, 25 défaites et 2 matchs nuls.

## Référence
1. ↑  (en) Lloyd Honeyghan vs. Jorge Vaca I (boxrec.com)